# Important Records
La Important Records è un'etichetta discografica indipendente statunitense con sede a Groveland, nel Massachusetts.

## Storia
La Important Records fu fondata nel 2001 ed era inizialmente un negozio online con sede nell'appartamento di John Brien presso Newbury, nel Massachusetts. Brien era stato vicedirettore di un negozio di dischi a Portsmouth, nel New Hampshire, ma si dimise quando fu licenziato il direttore del negozio. Le prime due uscite della Important furono Impossible Love del cantautore americano Daniel Johnston e Amlux del musicista japanoise Merzbow. Nel 2003, la Important pubblicò il debutto dei Dresden Dolls A Is for Accident. Fra gli altri artisti che hanno pubblicato musica per la Important vi sono gli Acid Mothers Temple, gli Hafler Trio, KK Null, gli Xiu Xiu, Francisco López, Caterina Barbieri, Maurizio Bianchi, Absolut Null Punkt, A Place to Bury Strangers, Keiji Haino e Daniel Menche.
Nel 1970 alcune delle registrazioni dei suoni della serie Sonambient Sculpture di Harry Bertoia prendono forma in 11 LP intitolati "Sonambient", che vennero ripubblicati da questa casa discografica.
La Important Records gestisce anche due sotto-etichette: la Cassauna, avviata nel 2011 e specializzata nella pubblicazione di musicassette in imballaggi di stampa tipografica, e la Saltern, avviata nel settembre 2014 da Tashi Wada.